# Absalon Hvide
Absalon, född 1128, död 21 mars 1201, son till Asser Skjalmsen (Hvide), var en dansk kyrkoman, statsman och historiker, biskop av Roskilde 1158–1191 och ärkebiskop av Lund från 1177 eller 1178. Absalon var fosterbror till kung Valdemar Knutsson och bror till stormannen Esbern Snare.

## Biografi
Absalon studerade teologi och kanonisk rätt vid Paris universitet, blev redan vid 30 års ålder biskop av Roskilde, och grundade Köpenhamn genom att 1167 anlägga en biskopsborg med kloster vid byn Havn, där en köpstad sedan växte fram. Han samarbetade nära med kung Valdemar. Bland annat angrep de i samverkan de hedniska venderna och intog 1169 Rügen. 
År 1177 blev han biskop Eskils efterträdare på ärkebiskopstolen i Lunds stift. Saxo beskriver händelsen: Eskil lade under dramatiska former ner sin ärkebiskopsstav på högaltaret i Lunds domkyrka. Absalon vägrade emellertid att ta staven varvid församlingen försökte dra Absalon till altaret men inte utan motstånd "da han var en bomstærk Mand, maatte adskillige danse til Gulvs". Absalon krävde att ärendet hänsköts till påven eftersom han, förutom att bli ärkebiskop, ville ha kvar sitt biskopsämbete i Roskilde och över Själland, vilket också senare godkändes.

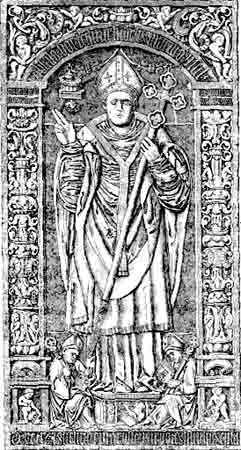
Absalons gravsten i Sorø kyrka.

Saxo var Absalons egen "klerk", Saxo Grammaticus, och han beskriver i sin krönika "Gesta Danorum" ('Danernas bedrifter') Absalons gärningar i beundrande ordalag.
Sedan Absalon hade tillsatt själländska stormän som länsherrar i Skåne, krävt att de skånska prästerna skulle leva i celibat, samt krävt att allmogen skulle avstå från tio procent av all gröda i skatt till biskopen (så kallat biskopstionde) utbröt ett folkligt uppror i Skåne. Absalons borg, Sövdeborgs slott, i Sövdesjön anfölls och plundrades, men Absalon lyckades fly oskadd. Absalon lade därefter interdikt över hela Skåne. Det innebar att kyrkorna inte fick dela ut de heliga sakramenten, samt att ingen skåning fick begravas i vigd jord.
Absalon återvände 1181 till Skåne tillsammans med kung Valdemar och en här för att slå ner det skånska upproret. Efter en rad slag, inte minst det omfattande slaget vid Dysie Bro år 1181 besegrades de skånska bondehärerna slutligen i slaget vid Höje å 1182.
Absalon nämns på runstenen Norra Åsumstenen, där det hävdas att han och den lokale frälsemannen Esbern Mule skall ha byggt Norra Åsums kyrka på 1190-talet. Översatt till modern svenska är lydelsen på runstenen: "Kristus, Marias son, hjälpe dem som gjorde denna kyrka, ärkebiskop Absalon och Esbern Mule."

## Inflytande
Absalon verkar ha hävdat konungens makt gentemot stormännen. Som kyrkoman gjorde han med skärpa kyrkans krav gällande, och sökte åstadkomma en viss enhetlighet inom den danska kyrkan. I detta avseende är det av honom 1187 sammankallade kyrkomötet i Lund av betydelse. Flera nya danska helgon blev under hans tid kanoniserade.
Ett särskilt beaktande förtjänar de livgivande impulser som Absalon gav till den danska historieskrivningen. Såväl Sven Aggesens som Saxos krönikor är inspirerade av honom. Absalon anses som en av den danska medeltidens största gestalter. Såväl i sin politiska som kyrkliga verksamhet leddes han av en enhetlig tanke: det danska rikets och den danska kulturens hävdande och förkovran.